# Grjazev-Sjipoenov GSj-6-30

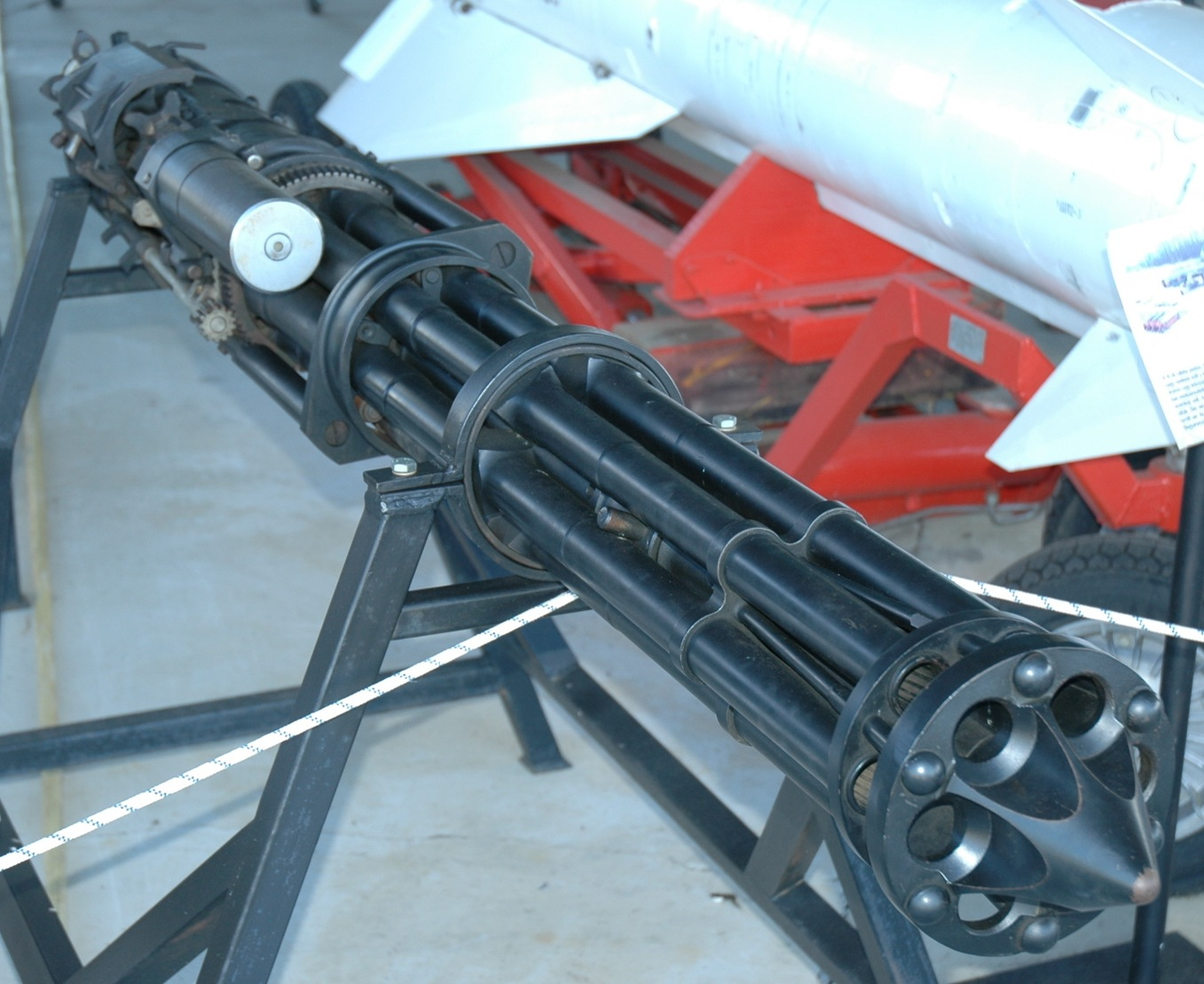
De GSj-6-30

De Grjazev-Sjipoenov GSj-6-30 (Russisch: Грязев-Шипунов ГШ-6-30) is een Gatling gun snelvuurkanon met zes lopen van kaliber 30 mm door Grjazev en Sjipoenov in 1970 ontworpen als boordgeschut voor op jachtvliegtuigen van de Sovjet-Unie vanaf 1975 en nadien Rusland.
Het ontwerp gelijkt op dat van de lichtere Grjazev-Sjipoenov GSj-6-23.
KBP Instrument Design Bureau bouwt het.
Op de Mikojan-Goerevitsj MiG-27 werd de GSj-6-30 schuin gemonteerd onder de vleugels vanwege de terugslag.
Het is ook geplaatst op de Soechoj Soe-25, maar werd vanwege trillingen vervangen door de Grjazev-Sjipoenov GSj-30-2. Het wordt ook gebruikt op de Kasjtan, A-213 Vympel-A Palma/Palasj en Pantsir-M CIWS.

## Specificaties
- Aantal lopen: 6
- Terugslag: ja
- Massa: 149 kg
- Lengte: 2040 mm
- Granaten: 30 mm x 165 mm
- Massa projectiel: 390 g
- Vuursnelheid: 6000 schoten / min
- Mondingssnelheid: 845 m/s

## Gebruikers
- Sovjet-Unie
- Rusland
- India
- Vietnam